# Leucotriène D4
Le leucotriène D4 (LTD4) est un composé biochimique de la famille des leucotriènes. Il dérive du leucotriène C4 par élimination d'une molécule d'acide glutamique et est un intermédiaire à faible durée de vie dans la production de leucotriène E4.

Biosynthèse des eicosanoïdes.